# 500 Selinur
500 Selinur è un asteroide della fascia principale del diametro medio di circa 43,2 km. Scoperto nel 1903, presenta un'orbita caratterizzata da un semiasse maggiore pari a 2,6129618 UA e da un'eccentricità di 0,1444163, inclinata di 9,76485° rispetto all'eclittica.
Il suo nome è dedicato ad un personaggio di una novella dello scrittore tedesco Friedrich Theodor Vischer.